# Eugénie Hamer
Eugénie Hamer (née le  15 novembre 1865 à Louvain et morte en avril 1951) est une journaliste et militante pacifiste belge.

## Biographie
Eugénie Hamer est née le 15 novembre 1865 dans une famille de militaires. Son père, Jean-Michel Hamer (1830-1910), un colonel d'infanterie, gouverneur de la place de Namur, meurt prématurément et sa mère, Eugénie Lavigne (-1918) doit élever seule ses enfants, Eugénie et Georges (1872-1946).
Ils vivent à Anvers, où Eugénie Hamer fait partie du Cercle artistique et littéraire et assure le secrétariat du Cercle des dames de la Croix-Rouge.

### L'Alliance belge pour la paix par l'éducation
Eugénie Hamer participe à la création de l'Alliance belge pour la paix par l'éducation (ABPE) à Anvers, le 1er septembre 1906 avec Claire Bauer et Marie Rosseels. Eugénie Hamer y occupe successivement les fonctions de secrétaire adjointe et secrétaire générale, avant d'en devenir la vice-présidente. Trois ans plus tard, une autre section se crée à Tirlemont, puis une autre à Bruxelles et ensuite Arlon. En 1914, l'Alliance compte environ 1 000 membres. Elle se présente comme apolitique et n'est pas féministe en tant que telle, mais elle maintient des liens avec les associations féministes  et ses activités mettent en lumière l'interaction entre le militantisme féminin, la pacifisme et le féminisme. D'ailleurs certaines de ses membres soulignent que le droit de vote des femmes serait un rempart contre les guerres,.
L'Alliance belge pour la paix par l'éducation s'inscrit dans le mouvement pacifiste féminin, elle a pour objectif d'agir pour la suppression de la guerre grâce à l'action des femmes du monde entier. Pour y parvenir, elle mise sur la propagande, répand les idées de paix, surtout auprès des écoles. Elle organise des conférences pour les enfants auxquelles participent parfois des orateurs étrangers comme Émile Arnaud. L'Alliance estime que le budget alloué à l'armement pourrait plus utilement être affecté à améliorer l'instruction. Elle prône l'arbitrage, qui éviterait les conflits si les États soumettaient leurs différends à la Cour d'arbitrage de La Haye. Elle insiste aussi sur l'importance de l'économie sociale comme facteur de paix. L'Alliance organise des fêtes scolaires le 18 mai pour commémorer la date de l'ouverture à La Haye de la première Conférence internationale de la Paix en 1899. Elle collabore avec la Société belge de l'arbitrage et de la paix et entretient des relations avec des sociétés étrangères comme la Fondation Carnegie.
Afin de mieux sensibiliser les jeunes, l'Alliance crée à Anvers, en 1910, La jeune Belgique pacifiste.
Quand, à la fin de 1911, Henri La Fontaine propose à Marie Rosseels et Eugénie Hamer de regrouper les forces pacifistes du pays en une union, elles déclinent l'offre dans un premier temps, préférant conserver l'autonomie de l'Alliance.
En 1913, la Société belge de l'arbitrage et de la paix, l'Alliance belge des femmes pour la paix et l'éducation et la Ligue des catholiques belges pour la paix tiennent ensemble le premier Congrès national belge de la paix puis créent la Délégation permanente des Sociétés belges de la Paix. Cependant la guerre éclate très vite et les forces pacifistes en Belgique sont impuissantes.
Eugénie Hamer est membre fondatrice de la Ligue internationale des femmes pour la paix et représente l'Alliance belge pour la paix par l'éducation au Congrès international des femmes à La Haye en 1915. Elle est une des cinq femmes belges autorisées par l'occupant allemand à assister au congrès.
« Ce fut un moment émouvant lorsque les membres de la délégation belge furent arrivés. Ils
avaient obtenu la permission de venir du gouverneur allemand, mais ils durent faire à pied le
dernier tronçon entre Essen et Roosendaal. Lorsqu’ils montèrent sur scène, tout le monde se
leva en signe de respect et ils furent accueillis chaleureusement ».
Le congrès marque la scission du mouvement féministe international, alors que la majorité des féministes de l'époque, avec Eugénie Hamer, font le choix de soutenir leur gouvernement national tandis que les Internationalistes sont en faveur d'une paix immédiate. Eugénie Hamer fait ajouter dans la résolution finale du Congrès : « Nous ne pouvons pas admettre que la paix soit conclue avant que la justice ne soit faite »,,.
Elle s'engage comme infirmière durant la guerre.

### L'après-guerre
Après la guerre, le pacifisme a mauvaise presse auprès de la population. La section belge de l’Alliance des femmes pour la paix par l’éducation ne parvient pas à se relever malgré les efforts d'Eugénie Hamer et Henri Lafontaine. Le 25 mars 1921, l’Alliance opte pour une dénomination plus en phase avec les réalités internationales et devient l’Alliance belge des femmes pour l’aide morale à la Société des Nations mais le succès n'est pas plus grand.
À partir de 1926, Eugénie Hamer devient rédactrice en chef du journal catholique conservateur La Métropole, où elle traite de politique étrangère et, plus particulièrement, des relations avec la Pologne et les pays slaves. Elle est d'ailleurs secrétaire des Amitiés belgo-polonaises et publie deux ouvrages, Histoire des littératures slaves et Relation de voyage. Elle écrit aussi dans diverses autres revues.
Eugénie Hamer est titulaire de la médaille de la Victoire et de la Commémoration, la Croix civique de première classe et la plaquette d'honneur de la Croix-Rouge. Elle est également chevalier de l'ordre Polonia Restituta et chevalier de l’Étoile (Estonie)